# 952 Caia
Caia (asteroide 952) é um asteroide da cintura principal com um diâmetro de 81,61 quilómetros, a 2,2362858 UA. Possui uma excentricidade de 0,2503121 e um período orbital de 1 881,75 dias (5,15 anos).
Caia tem uma velocidade orbital média de 17,24524357 km/s e uma inclinação de 10,05052º.
Esse asteroide foi descoberto em 27 de Outubro de 1916 por Grigory Neujmin.